# Alexandre (conde)
Alexandre (em grego: Αλέξανδρος; romaniz.: Aléxandros), conhecido pelo título de conde, foi um diplomata bizantino. Esteve ativo durante o reinado do imperador Justiniano (r. 527–565) e as principais fontes sobre sua vida são Procópio, João Malalas e Teófanes, o Confessor. Em 530, logo após a Batalha de Dara, foi enviado em embaixada ao xainxá do Império Sassânida Cavades I, que mostrou-se infrutífera. No ano seguinte, depois da morte de Cavades I e da ascensão de Cosroes I (r. 531–579), foi novamente enviado, junto de outros oficiais bizantinos, à corte sassânida noutra infrutífera iniciativa. Em 534, fez parte da embaixada a Atalarico (r. 526–534), o rei ostrogótico, e Amalasunta, a regente do último, na qual levou algumas queixas do imperador e tratou de informar-se a respeito da pretensão de fuga de Amalasunta da península Itálica e da posterior rendição do Reino Ostrogótico a Justiniano.

## Biografia

### Embaixadas a Cavades I e Cosroes I

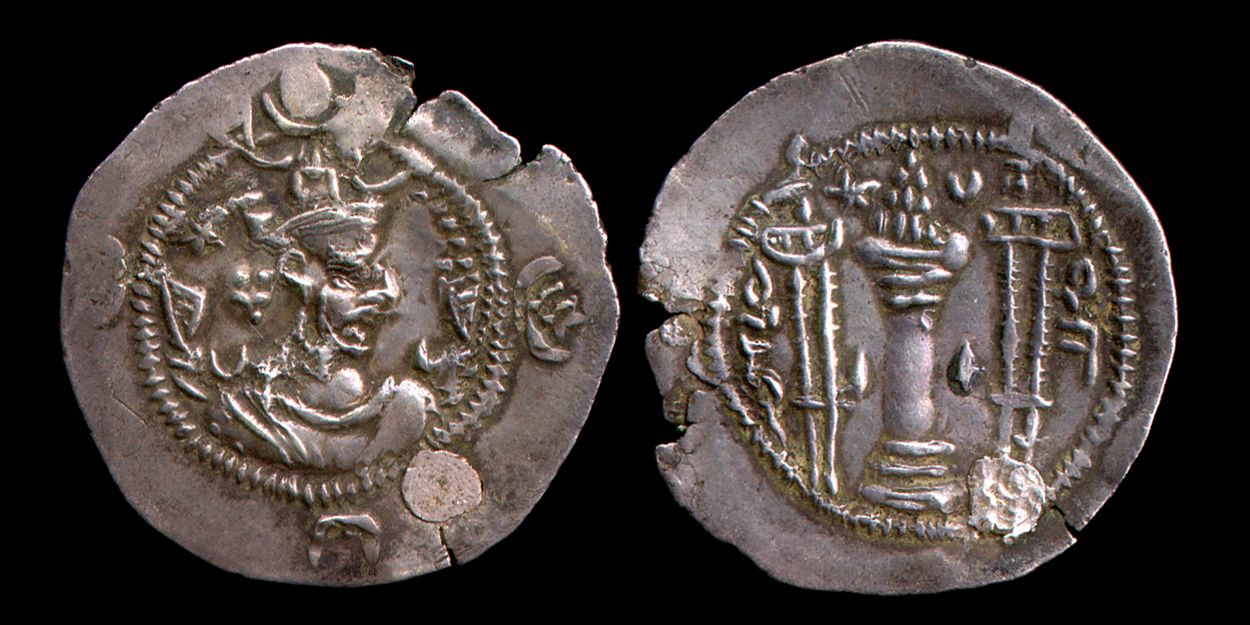
Dracma de (r. 488–496; 499–531)

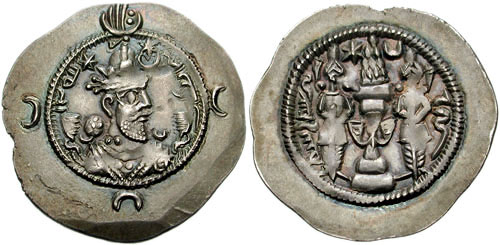
Dracma de r.

Alexandre foi mencionado nas fontes como irmão de Atanásio, o prefeito pretoriano da Itália (539–542) e da África (545–548). De acordo com Procópio, era senador, talvez com estatuto de homem ilustre (o mais alto estatuto senatorial), enquanto que João Malalas e Teófanes, o Confessor, referem-se a ele como "Alexandre, o Conde". Foi mencionado pela primeira vez em 530, após a Batalha de Dara, numa embaixada enviada por Justiniano ao xainxá Cavades I do Império Sassânida ao lado de Rufino segundo João Malalas e Teófanes, o Confessor. Já Procópio menciona apenas Rufino. 
Os emissários retornaram a Justiniano em setembro de 530 com termos aceitáveis por Cavades. No final de 531, Alexandre foi um dos quatro emissários enviados a Cosroes I (r. 531–579), o filho e sucessor de Cavades, e os outros três foram Hermógenes, Rufino e Tomás. As negociações foram descritas em detalhe por Procópio: a sede do exército bizantino na Mesopotâmia passaria de Dara para Constantina, os sassânidas manteriam todas as fortalezas em Lázica, os bizantinos cederiam Farângio (atual İspir) e Bolo (suas últimas fortalezas na área) e realizariam um pagamento em ouro. Rufino retornou para Constantinopla para consultar o imperador a respeito das propostas e os demais emissários permaneceram na corte persa. Enquanto esperavam junto de Cosroes pelo retorno de Rufino, um rumor de que Justiniano havia cancelado as negociações e matado Rufino como traidor quase levou a um novo confronto. Cosroes preparou um exército para uma invasão, mas, no percurso, encontrou Rufino nas proximidades de Nísibis; levava consigo o dinheiro necessário para concluir a paz, mas uma ordem de última hora do imperador fez fracassar as negociações e só a intercessão de Rufino persuadiu Cosroes a devolver o dinheiro e adiar o reinício da guerra. Os emissários e o dinheiro retornaram em segurança a Dara. Pela influência de Rufino sob Cosroes, Alexandre e os demais emissários tentaram desacreditá-lo com o imperador, mas sem sucesso.

### Embaixada a Amalasunta

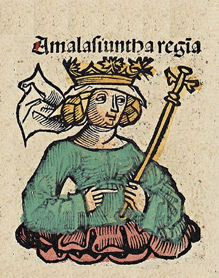
Representação de Amalasunta na Crônica de Nuremberga

Alexandre é mencionado outra vez em 534 quando foi enviado numa embaixada para Atalarico (r. 526–534) e Amalasunta. O primeiro foi rei dos ostrogodos, e a última, sua mãe e regente. A causa oficial de sua visita foi a apresentação de três queixas específicas. A primeira, sobre a ocupação pelos godos de Lilibeu, na Sicília. A segunda, que uma série de hunos, desertores do exército bizantino, haviam se refugiado na Campânia e ganhado a proteção de Ulíaris, o governador de Nápoles. A terceira, que no conflito ostrogodo-gépida, a cidade de Graciana, na Ilíria, foi tratada como hostil pelos godos.
Procópio afirmou que ele estava também conduzindo uma missão secreta para saber mais sobre os planos de Amalasunta, que tencionava supostamente fugir da península Itálica para refugiar-se em Constantinopla. O barco de Amalasunta esteve atracado em Epidauro por algum tempo, mas a regente ainda não tinha tomado qualquer ação. Alexandre parou em Roma e reuniu-se com os bispos Demétrio e Hipácio, os dois emissários bizantinos enviados em 533 e que ainda não tinham regressado. Os três partiram para Ravena para encontrarem-se com a regente.
Amalasunta recusou as queixas imperiais como triviais: "Com alguma razão, pode-se esperar dum imperador grandioso e que se considera virtuoso que ajude uma criança órfã que não compreende minimamente o que está acontecendo e não que, sem razão nenhuma, discuta com ela. Pois exceto quando a disputa é equilibrada, mesmo a vitória que ela conquista não é honrada. Mas tu ameaças Atalarico por causa de Lilibeu, de dez desertores e de um erro cometido por soldados na luta contra seus inimigos, que, por um equívoco, acabaram afetando uma cidade amiga". Alexandre retornou com ambas as respostas, preparando o palco para a Guerra Gótica de 535-554. Alexandre não é mencionado novamente nas fontes.